# Jordan Barroilhet
Jordan Barroilhet Bloomfield (Saint-Raphaël, Francia, 23 de enero de 1998) es un futbolista francés, nacionalizado chileno, que juega de defensa y actualmente es agente libre.
Es hermano menor de Richard, también futbolista, y primo de Clemente Montes.

## Trayectoria
Nacido en Francia, con padre chileno, Jordan se inició en las inferiores del Montpellier HSC, debutando por el Montpellier II de la CFA 2 en 2015. En la temporada 2016-2017 su equipo jugó en el Championnat National, descendiendo de categoría.
A inicios de 2018, y sin poca continuidad en el elenco francés, fue fichado por el Girona F.C., quien lo cedió al Peralada de la Segunda División B de España, y que además funcionaba como filial del club. Tras el descenso del Girona a Segunda División en 2019, Jordan se fue a Chile a probar suerte en algún club de aquel país. Tras varios meses sin jugar, firmó en Deportes Puerto Montt, de la Primera B de Chile.
En el elenco albiverde jugó 11 partidos, y no marcó goles. Luego, Provincial Curicó Unido lo sumó a su plantel de cara a la temporada de Primera División 2021.

## Clubes
| Club                  | País    | Año       |
| --------------------- | ------- | --------- |
| Montpellier II        | Francia | 2015-2018 |
| Girona F.C.           | España  | 2018      |
| → Peralada (cedido)   | España  | 2018-2019 |
| Deportes Puerto Montt | Chile   | 2020-2021 |
| Curicó Unido          | Chile   | 2021      |